# Nová demokracie
Nová demokracie (řecky Νέα Δημοκρατία – Néa Dimokratía, zkráceně ΝΔ respektive ND) je hlavní středopravicovou politickou stranou Řecka. Po původním období úspěchů v 70. letech strávila Nová demokracie většinu 80. a 90. let 20. století v opozici. Roku 2004 vyhrála pod vedením Kostase Karamanlise, synovce zakladatele strany Konstantina Karamanlise, volby a do roku 2009 byla hlavní vládní stranou. V předčasných volbách 2009, které premiér Konstas Karamanlis vypsal, aby získal mandát pro řešení hospodářské krize, strana utržila nejhorší volební porážku od jejího založení.
Strana je členem Evropské lidové strany, Mezinárodní demokratické unie a Centristické demokratické internacionály.

## Historie
Nová demokracie byla založena 4. října 1974. Jejím zakladatelem byl Konstantínos Karamanlís, první premiér Řecka po pádu vlády vojenské junty. Téhož roku tato nová strana vyhrála první svobodné parlamentní volby, kdy získala 2,6 milionu hlasů (54,37 %) a stala se tak většinovou vládní stranou. Hlavním důvodem byla osobnost oblíbeného předsedy. V červnu 1975 strana slavila další úspěch, když byl její kandidát Konstantinos Tsatsos zvolen prezidentem.
Směrování strany mělo být pokrokově a moderně pravicové. Původní ideologie byla popsána jako „radikální liberalismus“.
V parlamentních volbách roku 1977 oslabila se ziskem 2,1 milionu hlasů (41,84 %), přesto si udržela parlamentní většinu se 171 poslanci.
Roku 1980 byl Karamanlís zvolen prezidentem Řecka a ve funkci předsedy strany ho nahradil Georgios Rallis, který však stranu přivedl k porážce v parlamentních volbách 1981, kdy strana získala 2 miliony hlasů (35,87 %). Volby vyhrála levicová strana Panhelénské socialistické hnutí a ND tak odešla do opozice. Téhož roku, ještě během vlády ND Řecko vstoupilo do Evropských společenství. Později byla strana kritizována, protože nevypsala referendum o otázce přistoupení. Prohra stála předsedu Rallise pozici, nahradil ho Evangelos Averoff.
V roce 1985 byl do čela strany zvolen Konstantinos Mitsotakis. Ve stejném roce ve volbách strana posílila, když získala 2,59 milionu hlasů (40,84 %). Stále však byl v opozici. Změna nastala až při volbách roku 1989, kdy získala 2,8 milionu hlasů (44,28 %) a podílela se na koaliční vládě s Koalicí levicových a pokrokových stran. Ve stejném roce se volby opakovaly a strana získala 3 miliony hlasů (46,19 %) a podílela se na půlroční vládě koalice všech parlamentních stran.
Ve volbách roku 1990 získala 3 miliony hlasů (46,89 %) a se 150 poslanci sestavili svou vládu. Téhož roku byl Konstantínos Karamanlís znovuzvolen prezidentem, člen strany tak po pěti letech znovu obsadil nejvyšší funkci. Avšak již ve volbách 1993 zaznamenali velkou ztrátu, kdy si pohoršili o 39 mandátů. Novým předsedou se stal Miltiadis Evert, ale ve volbách roku 1996 ztratil další tři mandáty a byl nahrazen. Nově zvoleným předsedou se stal Kostas Karamanlis, synovec zakladatele strany. V polovině devadesátých let 20. století byl do funkce prezidenta zvolen již třetí kandidát strany Konstantinos Stefanopulos.
Jeho osobnost přinesla straně nových čtyři sta tisíc hlasů. Volby roku 2000 však opět prohráli a stále byli v opozici. Změna nastala o čtyři roky později, kdy si strana polepšila o dalších čtyři sta tisíc hlasů. Ve volbách získala 3,3 milionu hlasů (45,36 %) a se 165 poslanci získali pohodlnou parlamentní většinu. Stejný úspěch zaznamenali i o tři roky později, kdy však ztratili třináct mandátů, většinu v Parlamentu si však zachovali.
Situace kolem voleb roku 2009 zapříčinila hluboký propad strany. Získala pouze 2,2 milionu hlasů (33,48 %), nejméně ve své dosavadní historii. Ztratila 61 mandátů. Kostas Karamanlis kvůli prohře rezignoval na post předsedy strany. Nahradil ho Antonis Samaras.
V listopadu 2011 se strana přidala ke koaliční vládě Lukase Papadimose. Během prvního období Řecké dluhové krize (2009-11) byla strana v opozici. Strana nepodporovala první záchranný balíček z května 2010, ani tři následující úsporné balíčky.
Lidová nespokojenost s Papadimosovou vládou úspor oslabila vliv tradičních řeckých stran. V květnových volbách roku 2012 strana získala své historické minimum hlasů, a to 1,19 milionu (18,85 %). Od minulých voleb ztratila milion voličů, přesto se stala nejsilnější stranou a získala bonusových padesát mandátů, kdy jich tedy měla celkem 108. Povolební situace vedla k patu a k opakování voleb v červnu téhož roku. Hlavním soupeřem se jí stala Koalice radikální levice. V opakovaných volbách strana posílila a získala 1,8 milionu hlasů (29,66 %), tím se stala nejsilnější stranou se 129 mandáty.
V roce 2014 nedokázala, ani ve třech kolech volby, protlačit svého kandidáta na prezidenta Řecka – Stavrose Dimase – to vedlo k rozpuštění Parlamentu a k předčasným volbám v lednu 2015. V těchto volbách skončila Národní demokracie na druhém místě s 27,8 % hlasů (1,7 milionu hlasů), za vítěznou Koalicí radikální levice. Nová demokracie tím odešla do opozice. Antonis Samaras se stal lídrem řecké opozice. V červenci 2015 Samaras rezignoval na post předsedy a novým byl zvolen Vangelis Meimarakis. Ten vedl stranu do předčasných voleb v září 2015. Národní demokracie se umístila opět na druhém místě se ziskem 28,10 % hlasů a 75 mandáty.

## Podpora
Tradičními regiony se silnou podporou pro stranu jsou Peloponés, Střední Makedonie a Západní Makedonie. Naopak minimální podporu mají v regionech Kréta, Egejské ostrovy nebo Západní Řecko. Typickými voličskými skupinami jsou lidé z venkova a podnikatelská elita, avšak tyto tradičně politicky vymezené skupiny začínají mizet.

## Významné osobnosti

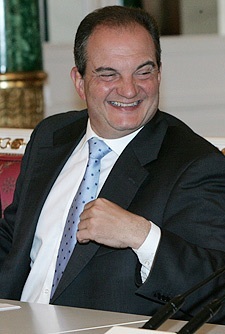
6. předseda strany ND Kostas Karamanlis

Seznam straníků zastávajících významné řecké státní funkce. Uvedené roky značí dané funkční období.

### Předsedové vlády
- Konstantínos Karamanlís (1974–1980)
- Konstantinos Mitsotakis (1990–1993)
- Kostas Karamanlis (2004–2009)
- Antonis Samaras (2012–2015)

### Prezidenti republiky
- Konstantinos Tsatsos (1975–1980)
- Konstantínos Karamanlís (1980–1985) a (1990–1995)
- Konstantinos Stefanopulos (1995–2005)